# Nie tracę wiary
Nie tracę wiary – utwór zespołu IRA pochodzący z szóstej płyty Ogrody. Kompozycja została zamieszczona na piątym miejscu na płycie, trwa 2 minuty i 57 sekund i jest najkrótszym utworem znajdującym się na płycie.
Tekst utworu opowiada o człowieku który czuje się zagubiony, nie traci jednak wiary, myśli o miłości. Pragnie aby zawsze świat był dobry. Postanawia porzucić swą nienawiść, pragnie pokonać swój lęk. Autorem tekstu oraz kompozytorem utworu jest gitarzysta Kuba Płucisz. Obok utworu Jeden, są to jedyne kompozycje Płucisza na płycie. Kompozycja utrzymana jest w lżejszym rockowym brzmieniu, połączonym z solówką gitarową w wykonaniu gitarzysty Piotra Łukaszewskiego.
Utwór bardzo rzadko grany był podczas trasy promującej płytę na przełomie września i października 1995 roku. Podobnie jak i większość utworów z płyty, nie odniosła żadnego sukcesu. Utwór w ogóle nie jest obecnie grany na koncertach grupy.

## Twórcy
IRA
- Artur Gadowski – śpiew, chór
- Wojtek Owczarek – perkusja
- Piotr Sujka – gitara basowa, chór
- Kuba Płucisz – gitara rytmiczna
- Piotr Łukaszewski – gitara prowadząca

Produkcja
- Nagrywany oraz miksowany: Studio S-4 w Warszawie 12 czerwca – 30 lipca 1995 roku
- Producent muzyczny: Leszek Kamiński
- Realizator nagrań: Leszek Kamiński
- Kierownik Produkcji: Elżbieta Pobiedzińska
- Mastering: Classicord – Julita Emanuiłow oraz Leszek Kamiński
- Aranżacja: Kuba Płucisz
- Tekst utworu: Kuba Płucisz
- Projekt graficzny okładki: Katarzyna Mrożewska
- Opracowanie i montaż zdjęć: Piotr Szczerski ze studia Machina
- Zdjęcia wykonała: Beata Wielgosz
- Sponsor zespołu: Mustang Poland